# 万灵科
万灵科制药是一家总部设在爱尔兰的美国制药公司，1867年成立，产品有肾上腺皮质激素、仿制药和成像剂。2017年，该公司90%的营业额来自美国医疗卫生系统。